# الدالية الرياضية بقرمبالية
الدالية الرياضية بقرمبالية (بالفرنسية: Dalia sportive de Grombalia)‏، هو نادي كرة سلة تونسي للمحترفين تأسس في سنة 1993 يقع مقره في مدينة قرمبالية في تونس. ينافس في بطولة تونس لكرة السلة للرجال وبطولة تونس لكرة السلة للسيدات، الدرجة الأعلى للدوري في تونس، وحقق الكأس المحلية مرة واحدة في فئة الرجال ومرة واحدة في فئة السيدات، و يمثل تونس في المنافسات القارية والدولية.

## سجل ألقاب النادي لكرة السلة
فريق الرجال :
- كأس تونس  (1) : 2006.

- كأس الجامعة (0) :

♦ الدور النهائي  (1) : 2018.
- الدرجة الثانية  (1) : 2015.

فريق السيدات  :
- كأس تونس للسيدات  (1) : 2011.

## وصلات خارجية
- صفحة الدالية الرياضية بقرمبالية على موقع كوووة.
- الموقع الرسمي للجامعة التونسية لكرة السلة.